# Ivan Urgant
Ivan Urgant (* 16. dubna 1978, Leningrad) je ruský moderátor, herec, hudebník a producent.
V letech 2012 až 2022 moderoval pořad Večerní Urgant, nejsledovanější ruskojazyčnou talk show, která byla pozastavena v únoru 2022 poté, co Urgant na Instagramu zveřejnil černý čtverec a post „Strach a bolest. Ne válce“ namířený proti ruské invazi na Ukrajinu. V pořadu se objevovaly jak nejslavnější ruské osobnosti a celebrity, tak i hollywoodské hvězdy a zahraniční osobnosti.

## Život
Ivan Urgant se narodil do herecké rodiny.
V roce 1999 získal práci v petrohradském rádiu. Později se přestěhoval do Moskvy a pracoval pro stanici Russkoje radio. V roce 2001 přešel do MTV Russia. Podílel se na řadě televizních projektů, od roku 2005 pracoval pro První kanál. V roce 2009 moderoval Eurovision Song Contest 2009. Byl jedním z moderátorů Mistrovství světa ve fotbale 2018.
V letech 2007, 2009, 2010, 2011, 2014, 2015 a 2016 získal za televizní práci ocenění TEFI.